# Meḳiẓe Nirdamim
Meḳiẓe Nirdamim (pol. Budzący Uśpionych) – żydowskie wydawnictwo i stowarzyszenie założone w 1864 w Ełku przez Lazara Lipmanna Silbermanna. Zajmowało się publikacją rzadko spotykanych hebrajskich książek i rękopisów. Działające początkowo jako niewielkie wydawnictwo zyskało z czasem popularność w wielu znaczących europejskich ośrodkach, jak Berlin, Londyn, Paryż i Wilno, w związku z czym w 1885 przeniesione do Berlina.
W wydawnictwie pracowali m.in. Natan Adler i Moses Montefiore z Londynu, Albert Cohn z Paryża i Mattityahu Straschun z Wilna.